# Haplochromis tridens
Haplochromis tridens is een straalvinnige vissensoort uit de familie van de cichliden (Cichlidae). De wetenschappelijke naam van de soort is voor het eerst geldig gepubliceerd in 1928 door Charles Tate Regan en Ethelwynn Trewavas.